# Marshon Lattimore
Marshon Lattimore (Cleveland, 20 maggio 1996) è un giocatore di football americano statunitense che milita nel ruolo di cornerback per i Washington Commanders della National Football League (NFL).

## Carriera universitaria
Lattimore al college giocò a football con gli Ohio State Buckeyes dal 2014 al 2016. Passó la prima stagione come redshirt (poteva cioè allenarsi con la squadra ma non scendere in campo), mentre nella seconda disputò solamente 7 gare a causa degli infortuni. Rimessosi completamente nel 2016, divenne titolare, venendo inserito nella formazione ideale della Big Ten Conference.

## Carriera professionistica

### New Orleans Saints
Il 27 aprile 2017, Lattimore fu scelto come 11º assoluto nel Draft NFL 2017 dai New Orleans Saints. Debuttò come professionista partendo come titolare nella gara del primo turno contro i Minnesota Vikings mettendo a segno 4 tackle. Il primo intercetto in carriera lo fece registrare nella settimana 6 contro i Detroit Lions, ritornando il pallone per 27 yard in touchdown, venendo premiato come rookie della settimana. Vinse nuovamente tale riconoscimento nell'ottavo turno quando mise a segno 3 tackle, un intercetto e 2 passaggi deviati contro i Chicago Bears. Alla fine di ottobre fu premiato come rookie difensivo del mese in cui fece registrare 2 intercetti, 5 passaggi deviati, un fumble recuperato e 11 tackle, mentre i Saints vinsero tutte e 3 le loro partite.
Nel quindicesimo turno, Lattimore fu premiato per la terza volta come rookie della settimana dopo avere totalizzato 5 tackle, 3 passaggi deviati e un intercetto nella vittoria sui Los Angeles Chargers. A fine stagione fu convocato per il Pro Bowl dopo avere guidato tutti i rookie della lega con 5 intercetti e 23 passaggi deviati.
Alla fine della stagione 2019 Lattimore fu convocato per il suo secondo Pro Bowl dopo avere messo a segno 57 tackle, un intercetto e 14 passaggi deviati.
Nel 2020 Lattimore fu convocato per il suo terzo Pro Bowl (non disputato a causa della pandemia di COVID-19) dopo avere fatto registrare un nuovo primato personale di 62 placcaggi e 2 intercetti. A fine stagione fu convocato per il suo quarto Pro Bowl.
Il 13 settembre 2021 Lattimore firmò con i Saints un nuovo contratto quinquennale del valore di 97,6 milioni di dollari. Nella settimana 5 fece registrare 6 passaggi deviati nella vittoria contro il Washington Football Team, venendo premiato come difensore della NFC della settimana. A fine stagione fu convocato per il suo quarto Pro Bowl dopo avere messo a segno 68 tackle e 3 intercetti.
Nel secondo turno della stagione 2022 Lattimore fu espulso per una rissa con Mike Evans dei Tampa Bay Buccaneers. Nella settimana 17 fu decisivo intercettando un passaggio di Gardner Minshew nel quarto periodo ritornando il pallone per 11 yard in touchdown.

### Washington Commanders
Il 5 novembre 2024 Lattimore fu scambiato con i Washington Commanders.

## Palmarès
- Convocazioni al Pro Bowl: 4

2017, 2019, 2020, 2021
- Rookie difensivo dell'anno - 2017
- Difensore della NFC della settimana: 1

5ª del 2021
- Rookie difensivo del mese: 2

ottobre e dicembre 2017
- Rookie della settimana: 4

6ª, 8ª, 15ª e 16ª del 2017
- PFWA All-Rookie Team - 2017